# Akkojunlu
Az Akkojunlu (azeri Ağqoyunlu, oszmán آق قوينلى, törökül Akkoyunlu, perzsa írással آغ قویونلو vagy آق قوینلو) oguz-török törzsszövetség, majd emirátus, végül szultanátus a középkor és újkor fordulóján megalakuló türk állam. Legnagyobb kiterjedése idején magában foglalta a teljes Folyamközt, Iránt és a Kaukázust, valamint Afganisztán és Pakisztán egyes részeit. Az akkojunluk szerepet játszottak azerbajdzsán történetében is.

## Nevének eredete
A név jelentése: „Fehér Ürü”, történetének első felében riválisa, majd legyőzője a Karakojunlu („Fekete Ürü”) államnak. A „fekete” és „fehér” törzsnevek az eurázsiai történelemben általában „déli” és „északi” jelentésűek. Ebben az esetben azonban a helyzet nem egészen ez, a Fekete Ürü első ismert szállásterületei a Van-tó környékére tehetők, míg a Fehér Ürü ettől nyugatra, Dijár Bakr térségébe, a mai Diyarbakır város környékére. Feltehetően eredeti szállásterületeik Irán környékén voltak a mongol hódítás és a szeldzsuk invázió előtt, és itt még a Fekete Ürü délebbre helyezkedett el, mint a Fehér Ürü.

## Története

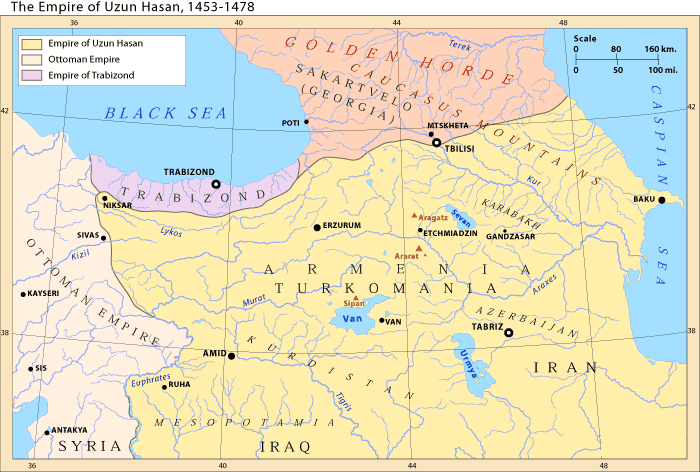
Uzun Haszan államának kiterjedése

Akkojunlu a türk bajandur törzs klánjai köré szerveződött. A bizánci krónikák alapján legkésőbb 1340-től jelen voltak a kelet-anatóliai térségben. A 14. század második felében ezek a csoportok válaszút elé kerültek, hogy a keleti vagy nyugati államok felé orientálódjanak. Az Akkojunlu szövetség a Timuridákat és Bizáncot, majd a Trapezunti Császárságot választotta az Oszmán Birodalommal szemben.
Az Akkojunlu első elismert saját területe Kara Jülük Oszmán sejk idejében jött létre, amikor Timur Lenk az 1402-es ankarai csata után Diyarbakır térségének kormányzását bízta rá a türk vezérre. Hosszú ideig nem kerülhetett sor terjeszkedésre, mert a rivális Karakojunlu állama erősebbnek bizonyult. Uzun Haszan 1457-ben még vereséget szenvedett, ám a Fekete Ürü államát meggyengítették a belső ellentétek és a Timuridák folytonos támadásai, így Dzsihán Sáh idején, 1467-ben döntő győzelmet aratott. A rákövetkező évben a még kitartó utolsó két karakojunlu szultánt is legyőzte.
Ez a győzelem jelentős területnyereséggel járt. Irán keleti részein és Hórászánban is az Akkojunlu került hatalomra. Ezek a területek, valamint Bagdad uralmának kérdése azonban konfrontációt teremtett a Timuridák államával, és szinte azonnal háború tört ki Uzun Haszan és Abu Szaíd között. Az egyre erősödő Oszmán Birodalom is éket vert a Trapezunti Császárság és Akkojunlu közé, Haszan sok fia közül pedig többen is fellázadtak és apjuk ellen fordultak. Ezek közt volt elsőszülött – de törvénytelen – fia, Odzsurlu Mehmed is, aki az oszmán udvarhoz menekült. Mindezek miatt Haszan szövetséget kötött az oszmánok másik természetes ellenfelével a Szeldzsuk Birodalom egyik utódállamával, Karamannal is. Sőt 1464-től Velencével is szövetséges viszonyban volt, azonban a velenceiek segítsége elmaradt, így az oszmánoktól Haszan 1473-ban súlyos vereséget szenvedett, így nem tudta felszabadítani sógora, II. Dávid városát, Trapezuntot az ostrom alól.
1478-ban Halíl Mírza (Szultán Khalil) követte, aki viszont vereséget szenvedett a lázadó öccse, Jakup által szervezett szövetségtől még az év júliusában. Jakup 1478 és 1490 között szilárdan tartotta a trónt, annak ellenére, hogy első négy évében hét trónkövetelő is pályázott a trónra. Jakup halála után azonban a polgárháború ismét kitört és az Akkojunlu gyakorlatilag szétesett. Az 1501-es nahicseváni csata alkalmával I. Iszmáil szafavida sah döntő győzelmet aratott Mehmed Mírza felett. Az Akkojunlu maradékát Jakup egyik fia, Murád vezette még néhány évig. 1508-ban még Bagdadba is bevonult, de még abban az évben visszatért Dijár Bakr tartományba, és ezzel véget ért az Akkojunlu története.
A térségben a Szafavidák vették át a főhatalmat, akiknek első uralkodója, Iszmáil sah Uzun Haszan leányági unokája, így részben az Akkojunlu folytatásaként is értékelhető a Szafavida Birodalom.

## Kormányzat
Az Akkojunlu vezérei a Bajandur oguz klánhoz tartoztak, és a félig mitikus Oguz kán, az oguz törökök névadó hérosza leszármazottainak tartották magukat. A honfoglalás előtt Iránban éltek, bár helyzetük közelebbről nem határozható meg. Az iráni hatások a kormányzati struktúrában és a kultúrában is láthatók, azonban ezek sajátos keveréket alkottak később a máshonnan átvett elemekkel. A hódítások után Uzun Haszan az iráni tartományokban fenntartotta a már létező közigazgatási rendszert és a tisztviselői kart. Ezek és családtagjaik néhány esetben több generáción keresztül különböző dinasztiákat szolgáltak már ki, így jelentős gyakorlattal rendelkeztek. A négy legfontosabb közigazgatási állást született irániak töltötték be, így a vezír, a vezette a nagy tanács vezetője, a pénzügyi adminisztrációt feje, a pecsétőr és a főistállómester is.
Uzun Haszan az „iráni királyok királya” címmel írta alá dokumentumait. Emellett előfordul az „iráni szultánok szultánja”, az „Irán Királya és Perzsia uralkodója”, valamint az „Irán padisahja” címek is. Ezeket később a Szafavidák is használták.